# Гилфорд
Гилфорд (енгл. Guildford) је град у Уједињеном Краљевству у Енглеској. Према попису из 2011. у граду је живело 77.057 становника.

## Становништво
Према процени, у граду је 2008. живело 72.971 становника.
| 1981.  | 1991.  | 2001.  |
| ------ | ------ | ------ |
| 61,509 | 65,998 | 69,400 |